# 10cc (альбом)
«10cc» — дебютный студийный альбом британской рок-группы 10cc, вышедший в 1973 году.

## Об альбоме
Диск записан на студии Strawberry Studios в Стокпорте. Три из четырёх синглов альбома достигли десятки в хит-парадах Великобритании, а «Rubber Bullets» был и вовсе удостоен первого места.

## Список композиций

### Первая сторона
Слова и музыка всех песен — Кевин Годли, Лол Крим, Грэм Гоулдман, Эрик Стюарт.
| №                   | Название              | Длительность |
| ------------------- | --------------------- | ------------ |
| 1.                  | «Johnny, Don’t Do It» | 3:36         |
| 2.                  | «Sand in My Face»     | 3:36         |
| 3.                  | «Donna»               | 2:53         |
| 4.                  | «The Dean and I»      | 3:03         |
| 5.                  | «Headline Hustler»    | 3:31         |
| Общая длительность: | Общая длительность:   | 16:39        |

### Вторая сторона
Слова и музыка всех песен — Кевин Годли, Лол Крим, Грэм Гоулдман, Эрик Стюарт.
| №                   | Название                                        | Длительность |
| ------------------- | ----------------------------------------------- | ------------ |
| 1.                  | «Speed Kills»                                   | 3:47         |
| 2.                  | «Rubber Bullets»                                | 5:15         |
| 3.                  | «The Hospital Song»                             | 2:41         |
| 4.                  | «Ships Don’t Disappear in the Night (Do They?)» | 3:04         |
| 5.                  | «Fresh Air for My Mama»                         | 3:34         |
| Общая длительность: | Общая длительность:                             | 17:51        |

### Японское переиздание 2010 года, включающее в себя три бонус-трека
1. «Hot Sun Rock»
2. «4 % Of Something»
3. «Waterfall»

## Участники записи
- Эрик Стюарт — электрогитара, слайд-гитара, вокал
- Грэм Гоулдман — бас-гитара, акустическая гитара, электрогитара, бубен, вокал
- Лол Крим[англ.] — акустическая гитара, электрическая гитара, рояль, синтезатор, меллотрон, перкуссия, вокал
- Кевин Годли[англ.] — ударные, перкуссия, вокал.